# Faune synanthrope
Pour un article plus général, voir Anthropophilie.
Cet article présente la liste de la faune synanthrope.  Pour plus d’explications, voir l'article Anthropophilie.

## Mammifères
- Blaireau européen
- coyote (côte Est des Etats Unis)
- loir gris
- fouine
- grand murin
- Lapin de garenne
- pipistrelle commune
- porc (en Inde)
- léopard (en Inde)[1],[2]
- rat gris
- rat noir
- renard roux (en Angleterre)
- rhinolophidés
- sérotine commune
- Tamia rayé

## Oiseaux
- Acridotheres
- Bergeronnette des ruisseaux
- Bergeronnette du Cap
- Bergeronnette du Japon
- Bergeronnette indienne
- Bergeronnette grise
- Bergeronnette pie
- Bergeronnette malgache
- Corneille de Cuba
- Corneille mantelée
- Corneille du Mexique
- Corbeau d'Australie
- Corbeau familier
- Corbeau freux
- Corbeau pie
- Épervier d'Europe
- Etourneau sansonnet
- Goéland argenté
- Grand Corbeau
- Hirondelle concolore
- Hirondelle de fenêtre
- Hirondelle rousseline
- Hirondelle rustique
- Martin triste
- Merle noir
- Moineau domestique
- Mouette argentée
- Mouette de Buller
- Mouette de Hartlaub
- Mouette rieuse
- Perruche à collier
- Petit Corbeau
- Pie bavarde
- Pigeon biset, plus particulièremet le pigeon domestique
- Pigeon ramier
- Tourterelle rieuse, plus particulièrement la tourterelle domestique
- Tourterelle turque

## Arachnides
- araignées « domestiques »

## Insectes ou acariens
- le pou
- plusieurs espèces de cafards
- les trogoderma du grain
- la mouche
- le poisson d'argent
- certaines espèces de moustiques tel qu'Aedes aegypti
- Frelon asiatique[3]
- Piéride du chou
- Piéride du navet
- Piéride du raifort